# Сабиниан (папа римский)
Сабиниан (лат. Sabinianus PP.; ? — 22 февраля 606) — папа римский с 13 сентября 604 года по 22 февраля 606 года.

## Биография
Родился в итальянском городе Блера, близ Витербо. С 593 года некоторое время представлял римского папу в Константинополе, в частности он доставил византийскому императору Маврикию письмо с протестом по поводу запрета солдатам оставлять военную службу для принятия монашества. Передал в Константинополь возмущение папы Григория I в связи с присвоением константинопольским патриархом Иоанн IV Постником титула «вселенский патриарх». В 596 году был отозван в Рим.
В 604 году избран новым папой римским. Ему приписывается авторство руководств по колокольному звону и совершению евхаристии. Во время его правления начался голод, вызванный неурожаем и нашествием лангобардов. Папа Сабиниан приказал продавать зерно из хранилищ голодающим по цене за один солид 30 пек, что вызвало сильное недовольство народа, так как при Григории I хлеб в голодные периоды раздавался бесплатно.
Чтобы после смерти толпе не удалось осквернить его останки их перенесли из Латеранского дворца к собору Святого Петра окружным путём.